# Ordensborgen Malbork
Ordensborgen Malbork, även känd som Ordensborgen Marienburg (polska: Zespół zamkowy w Malborku, tyska: Ordensburg Marienburg) är en borg i Malbork, Polen och räknas som den största borgen i världen räknat efter byggyta, och den största tegelbyggnaden i Europa. Den uppfördes i Preussen av Tyska orden, i form av en befäst ordensborg. Orden gav den namnet Marienburg. Staden som sedan växte fram vid borgen fick samma namn.
Borgen är ett klassiskt exempel på en medeltida fästning och var när den stod klar 1406, världens största tegelborg. Unescos världsarvskommitté satte 1997 upp "Tyska ordens borg i Malborg" och borgmuseet upp på världsarvslistan. Den är en av två världsarv i regionen med ursprung i Tyska orden. Den andra är "Medeltida staden i Toruń", som grundades 1231 vid borgen Thorn.

## Historia

### Ursprung
Borgen byggdes av Tyska orden efter Preussiska korståget. Dess huvudsyfte var att stärka sin kontroll över området efter att orden lyckats slå ned de preussiska upproren från baltiska stammar. Inga samtida dokument, kopplade till byggandet av borgen, har överlevt, så borgens olika faser har arbetats fram genom studerandet av arkitektur och ordens administrativa arkiv och senare historier. Arbetet pågick fram till omkring 1300, under ledning av kommendör Heinrich von Wilnowe. Borgen ligger på floden Nogats sydöstra bank och gavs namnet Marienburg efter Maria, Tyska ordens skyddshelgon. Orden hade grundats i Akko (i nutid i landet Israel). Då detta sista av korsfararnas fäste kom i de muslimska arabernas händer, flyttade orden sitt högkvarter till Venedig innan de fortsatte till Polen.
Malbork blev viktigare i efterdyningarna av Tyska ordens erövring av Danzig (Gdansk) och Pommern 1308. Ordens administrativa centrum flyttades från Elbing (Elbląg) till Marienburg. Ordens stormästare, Siegfried von Feuchtwangen, som kom till Marienburg från Venedig, tog itu med fästningens nästa byggnadsfas. År 1309, i spåren av den påvliga förföljelsen av Tempelherreorden och Tyska ordens erövring av Gdańsk, flyttade Feuchtwangen sitt högkvarter till den Preussiska delen av Tyska ordensstaten. Han valde Marienburg, bekvämt belägen invid floden Nogat i Vistulas delta. Liksom de flesta städer vi denna tid, var det nya centrumet beroende av vatten för transporter.
Borgen utvidgades flera gånger för att hysa det växande antalet riddare. Snart blev borgen den största befästa gotiska byggnaden i Europa, omfattande närmare 52 hektar. Borgen har flera underdelar och många lager av försvarsmurar. Den har tre separata borgar, den Övre, Mellersta och Nedre borgen, åtskiljda av flera torra vallgravar och befästningstorn. Borgen hade en gång cirka 3 000 "vapenbröder". De yttersta borgmurarna omsluter 21 hektar, fyra gånger större än den yta som Windsor Castle omsluter. Den utvecklade delen av anläggningen, som är ett världsarv, är 18,038 hektar.

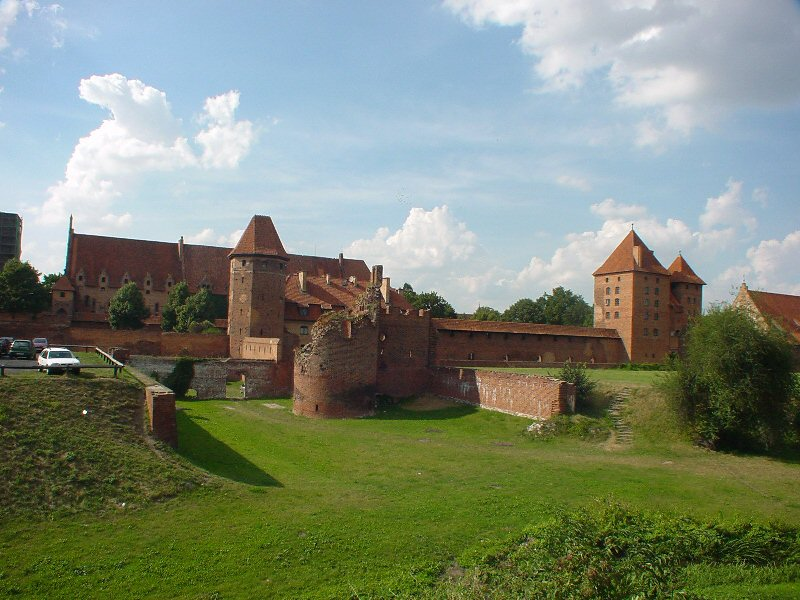
Yttre borgmuren med fästningsvallen som Hochmeister Heinrich von Plauen lät bygga på 16-hundratalet

Borgens fördelaktiga läge vid floden Nogat, gav enkel åtkomst av pråmar och handelsfartyg inkommande från Vistula och Östersjön. Under Tyska ordens styre tog orden, precis som andra borgar, ut tull av passerande skepp. De hade full kontroll över handeln med bärnsten. När staden kom under Hansan, hölls många av Hansans möten i borgen.
Sommaren 1410 belägrades borgen efter ordens nederlag mot Vladislav II av Polen och Vytautas styrkor i Slaget vid Tannenberg. Heinrich von Plauen ledde framgångsrikt försvaret under Belägringen av Marienburg (1410), under vilken staden utanför raserades.
1456, under Trettonåriga kriget, stötte orden på motstånd från sina städer för de höjda skatterna till lösensummor kopplade till Tyska ordensstatens krig mot Kungariket Polen – de kunde inte längre hantera dessa ekonomiskt. Samtidigt samlade den polska generalen Stibor de Poniec of Ostoja in medel från Danzig för ett nytt fälttåg mot ordensstaten. Efter att fått veta att ordens böhmiska legosoldater inte betalats, övertygade Stibor dem att lämna ordensstaten och ersatte dem med pengar han samlat in i Danzig. Efter legosoldaternas avfärd, trädde kung Casimir IV Jagiellon i triumf in i borgen 1457 och i maj, beviljades Danzig flera privilegier i tacksamhet för stadens stöd och deltagande i Trettonåriga kriget liksom för de medel som samlats in för legosoldaternas avfärd.

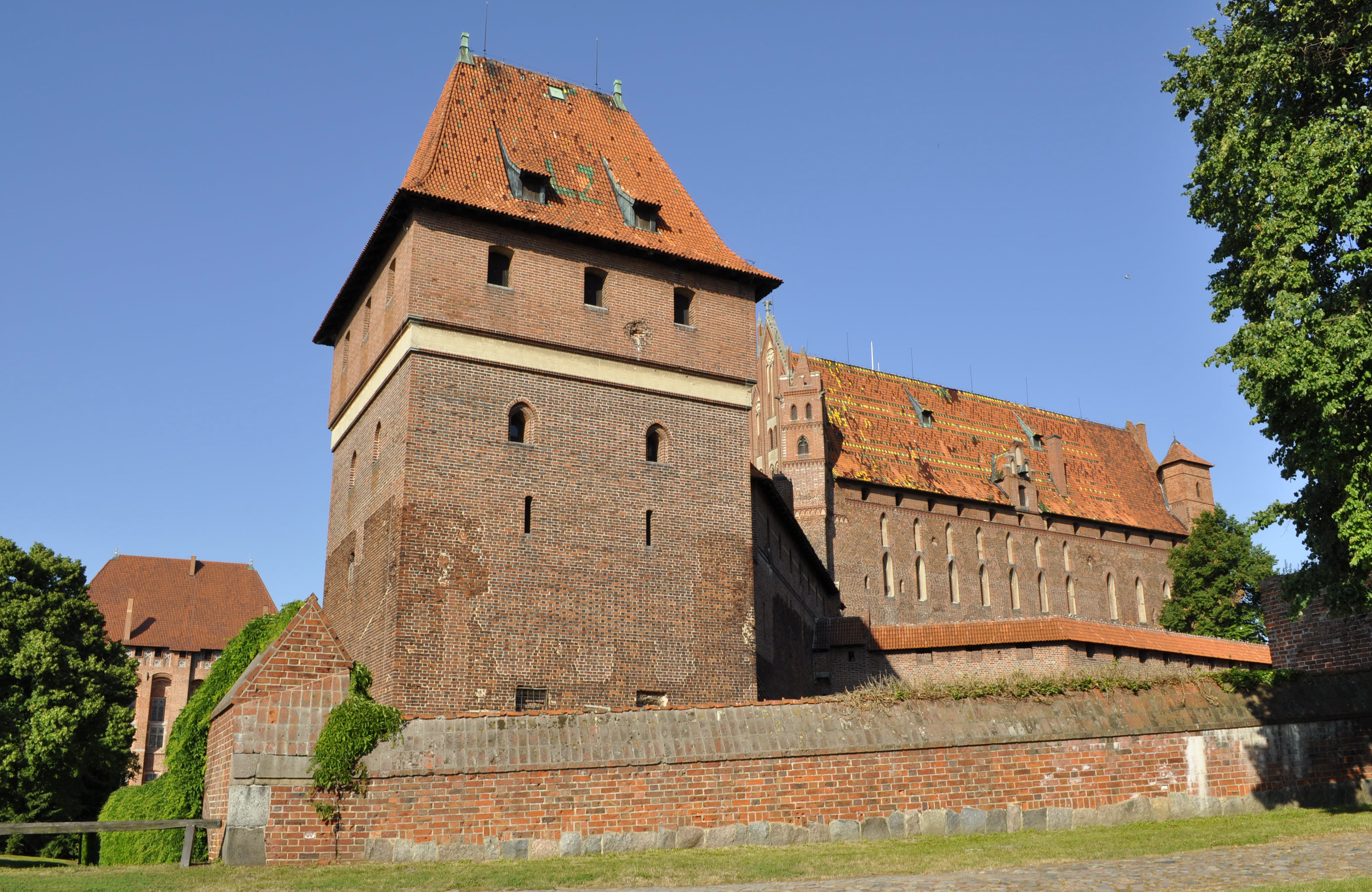
Dansker tornet som innehöll borgens "avträden" d.v.s. dåtidens toaletter

Borgmästaren i staden kring borgen, Bartholomäus Blume, höll de polska styrkorna motstånd i ytterligare tre år, men polackerna tillfångatog och hängde honom 1460. Ett monument till Blume restes 1864.

### Polska kungarnas residens
1466 blev staden och borgen en del av Kungliga Preussen, en av Polens provinser. Den verkade som en av Polens flertaliga kungliga residens, och fyllde denna funktion fram till Polens delning 1772. Under denna period tjänade Stora borgen som borgens lagerbyggnad, medan Malborks Refektorium blev en plats för baler, fester och andra kungliga evenemang.
Under Trettioåriga kriget ockuperade svenska styrkor borgen 1626 och 1629. De invaderade och ockuperade den åter 1656 och 1660 under Karl X Gustavs polska krig.

### Efter delningen av Polen

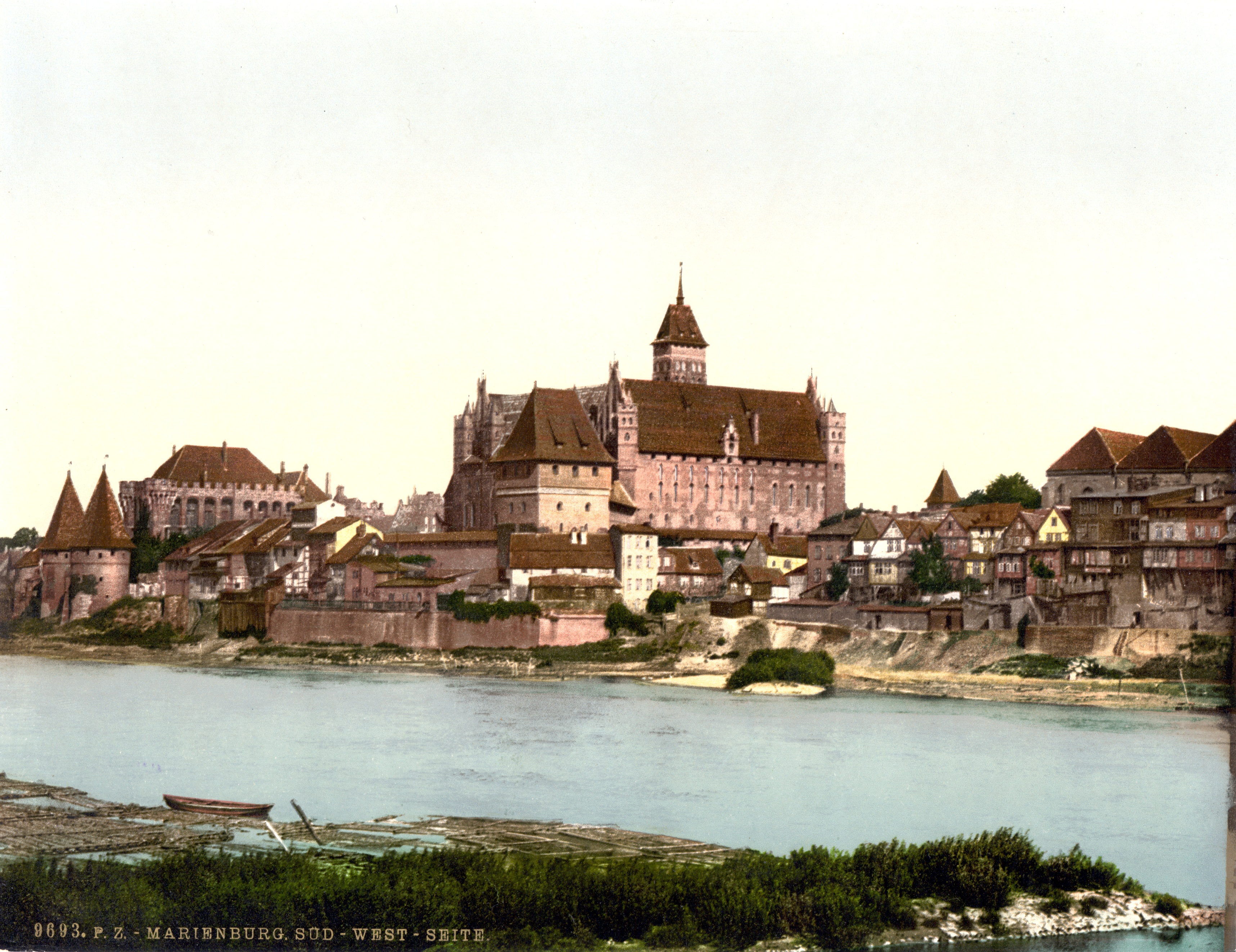
Borgen 1890/1905, under Kejsardömet Tyskland

Efter att Preussen och Ryska imperiet genomförde Polens första delning 1772 kom staden tillhöra provinsen Västpreussen i Kungariket Preussen. Vid denna tid använde ämbetsmän den ganska försummade borgen som ett fattighus och som kaserner till Preussens armé. 1794 gjorde David Gilly, en preussisk arkitekt och chef för Oberbaudepartement, en strukturell undersökning av borgen för att avgöra dess framtida användning eller rivning. Gillys son, Friedrich Gilly, producerade flera gravyrer av borgen och dess arkitektur, som ställdes ut i Berlin och hade publicerats av Friedrich Frick mellan 1799 och 1803. Dessa gravyrer ledde till att preussiska allmänheten "återupptäckte" borgen och Tyska ordens historia.
Johann Dominicus Fiorillo publicerade ytterligare utgåvor av gravyrerna den 12 februari 1803, också för att stärka allmänhetens intresse. Max von Schenkendorf kritiserade förvanskningen av borgen. Under hela Napoleoneran använde armén borgen som sjukhus och vapensmedja. Efter Sjätte koalitionskriget blev borgen en symbol för Preussisk historia och nationalmedvetandet. På initiativ av Theodor von Schön, Oberpräsident i Västpreussen påbörjades en restaurering av borgen 1816. Denna genomfördes i steg fram till Andra världskriget.
Efter Adolf Hitlers väg till makten i början av 1930-talet använde nazisterna borgen som destination för årliga vandringar för såväl Hitlerjugend och Bund Deutscher Mädel. Tyska ordens borg i Marienburg tjänade som modell för Tredje rikets ordensborgar uppförda under Hitlers tid vid makten. Under strider i området 1945 förstördes över halva borgen.

### Efter Andra världskriget
Vid slutet av kriget blev staden Marienburg (Malbork) och borgen åter en del av Polen. Borgen har mestadels rekonstruerats, med alltjämt pågående restaureringar sedan 1962 efter en brand 1959 som orsakade ytterligare skador. Huvudkatedralen i borgen, restaurerad alldeles före Andra världskrigets utbrott och sedan förstört under strider, har renoverats färdigt så sent som 2017, Malbork är Europas största tegelbyggnad.
| Ordensborgen Malbork                                   |
| Panoramavy över Malbork från nordvästra sidan av Nogat |

## Begravda i mausoleet under Sankta Annas kapell

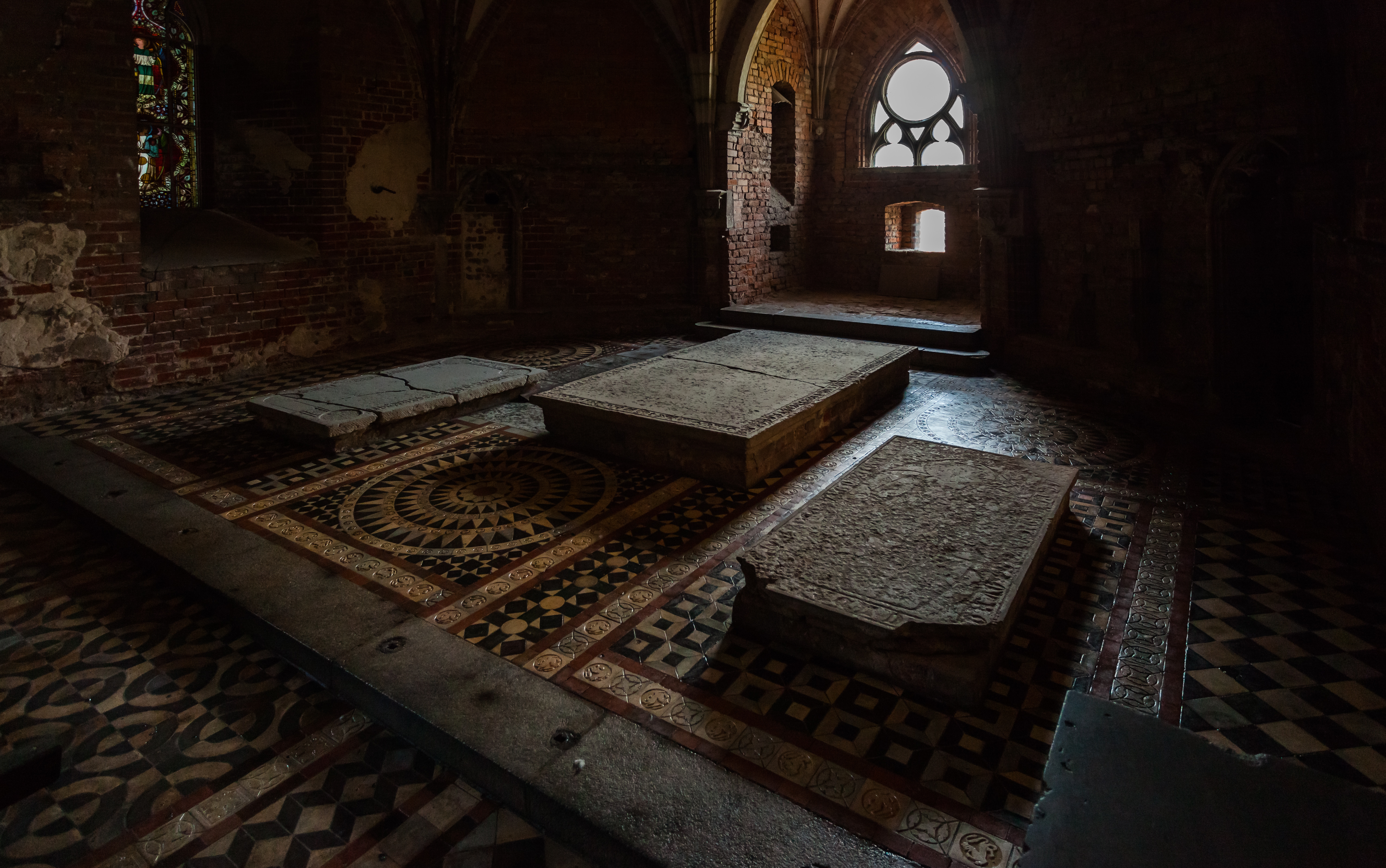
Sankta Annas kapell.

- Dietrich von Altenburg
- Heinrich Dusemer
- Winrich von Kniprode
- Conrad Zöllner von Rothenstein
- Konrad von Jungingen
- Michael Küchmeister von Sternberg
- Konrad von Erlichshausen